# Deutsches Güteband Wein
Das Deutsche Güteband Wein ist ein Gütezeichen für deutsche Weine, das von der  Deutschen Landwirtschafts-Gesellschaft (DLG) vergeben wird.
Anders als bei den Spitzenweinen der Landesprämierung für Wein und Sekt (Kammerpreismünze), sind  Güteband-Weine in vielen Supermärkten zu finden.
Weine, die mit dem Deutschen Güteband Wein ausgezeichnet werden, müssen verschiedene Qualitätskriterien erfüllen.
- Der Weinbau muss umweltschonend erfolgen
- Begrenzte Ertragsmenge ist festgelegt
- Bei der Weinherstellung dürfen bestimmte önologische Verfahren nicht angewendet werden
- Es dürfen nur hochwertige/unbedenkliche Flaschenverschlüsse verwendet werden
- Der Erzeuger muss alle Verfahrens- und Produktionsschritte im Kellerbuch dokumentieren. Diese werden kontrolliert
- Der Wein muss die abschließende sensorische Prüfung bestehen

Die Einführung des Gütebandes sollte das Deutsche Weinsiegel ablösen, da dieses in seiner Aussagekraft inzwischen als überholt gilt. Bei den Güteband-Weinen wurde daher u. a. das Geschmacksprofil des Weines auf dem Rückenetikett in Form einer 4x4-Matrix mit bestimmten Geschmackskriterien eingeführt, das mehr Aussagekraft hat.